# Gabriela Kryl

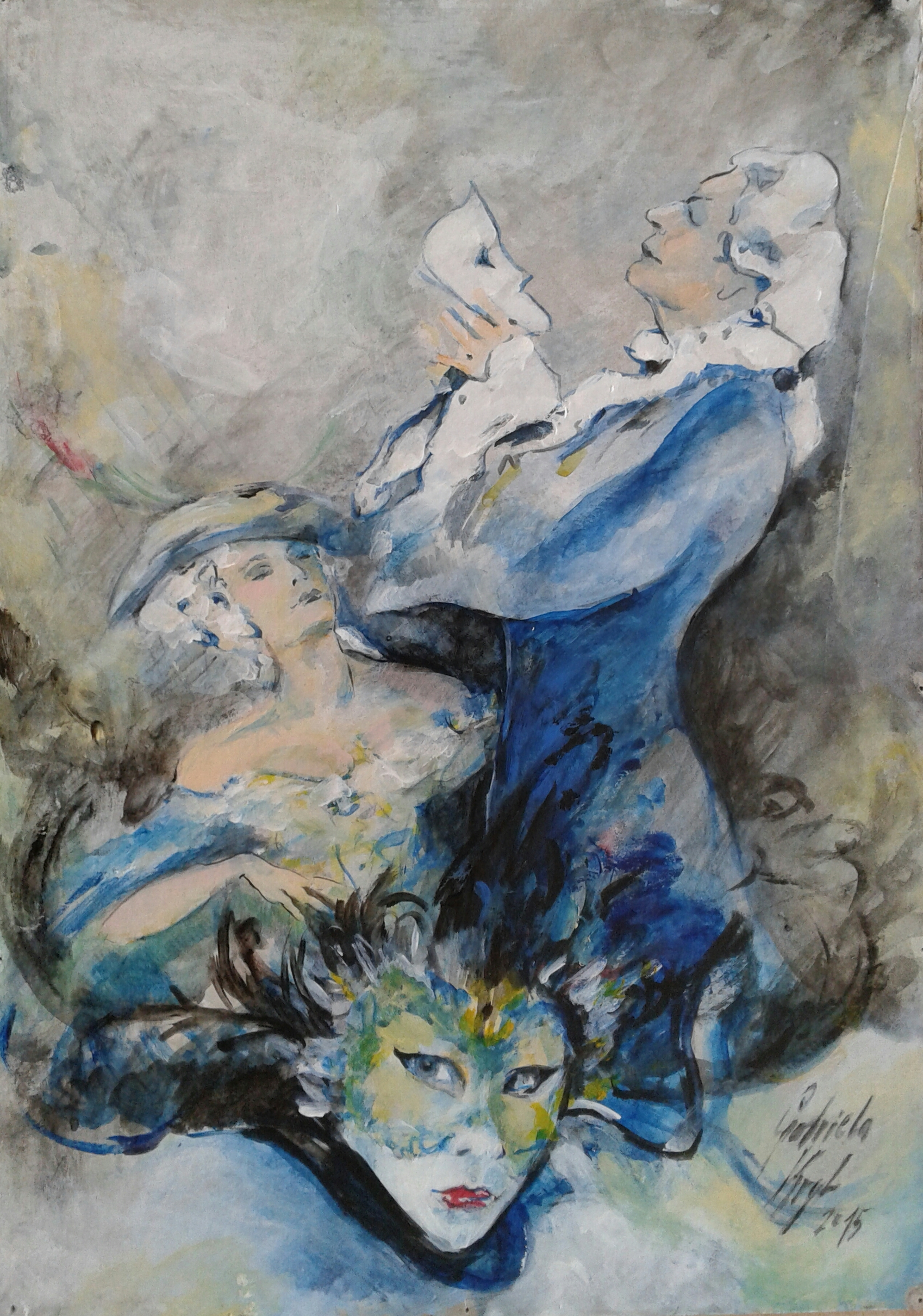
Adytum (z cyklu Casanova)

Gabriela Kryl (* 1977, Brno) je česká sklářská výtvarnice a malířka.

## Život a práce
Pochází z Brna, kde studovala Střední školu textilní (obor návrhářství a modelářství oděvů) a pokračovala na Střední škole uměleckých řemesel (ŠUŘ), obor užitá malba. Později studovala na Vyšší odborné škole sklářské v Novém Boru, obor malované a foukané sklo a sklářský design. V tomto oboru pracovala ve sklárně "Klára" v Polevsku, ve sklárně "A. Rückl a synové" ve Včelničce, ve firmě "Preciosa - lustry" v Kamenickém Šenově a konečně pro sklárnu "Alexandra" a "Harmonia glass", Nový Bor.
Gabriela Kryl je držitelkou Ceny Evropské unie umění.[zdroj?] Její sklářská díla nalezneme v soukromých sbírkách milovníků umění v Rakousku, Holandsku, Anglii, Izraeli, USA a Česku. Intenzivně se rovněž věnuje malířské tvorbě, kde používá různé techniky (olej, tempera, kombinovaná technika) a vytváří portréty a figurální malby s výrazným emotivním obsahem. Její soustředění na člověka a jeho vnitřní bohatý svět jsou v jejím díle výsledkem nejvyššího soustředění, snad by se dalo říci posedlosti, kterou vkládá do svých obrazových příběhů. I její malířské dílo nachází rostoucí odezvu v řadách znalců a sběratelů současného umění.